# Sách Ngạch Đồ
Sách Ngạch Đồ (tiếng Mãn: ᠰᠣᠩᡤᠣᡨᡠ, chuyển tả: Songgotu; giản thể: 索额图; phồn thể: 索額圖; bính âm: Suǒ'étú; 1636 - 1703), hiệu Ngu Am (愚庵), là Đại học sĩ thời Khang Hi Đế triều Thanh, xuất thân từ bộ tộc Hešeri (Hách Xá Lý thị), thuộc Mãn Châu Chính Hoàng kỳ.

## Gia Thế
Sách Ngạch Đồ là con trai thứ ba của Sách Ni - một khai quốc công thần của triều Thanh, được thế tập tước "Nhất đẳng Công". Năm sinh của Sách Ngạch Đồ được suy tính là vào trước sau năm Sùng Đức thứ nhất (1636), nơi sinh là Thịnh Kinh (nay là Thẩm Dương). 

## Quan Lộ
Năm Khang Hi thứ 7 (1668), Sách Ngạch Đồ nhậm chức Lại bộ Thị lang. Sách Ngạch Đồ đã lập công trong việc bắt giữ Ngao Bái, thụ chức "Quốc sử viện Đại học sĩ", còn tích cực hoạch mưu bình định loạn Tam phiên.
Năm thứ 9 (1670) thì nhậm chức "Bảo Hòa điện Đại học sĩ". Con gái của Cát Bố Lạt - anh trai Sách Ngạch Đồ, là Hoàng hậu của Khang Hi Đế. Sử sách viết: "Sách Ngạch Đồ sinh ra trong quý thịnh, tính ngạo mạn tùy tiện"; "là thúc của Hoàng hậu, làm việc chuyên quyền, hành công hối lộ, có nhiều người oán".
Năm thứ 18 (1679), tháng 7, Tả đô Ngự sử Ngụy Tượng Xu (魏象樞) thượng tấu Sách Ngạch Đồ tội cậy quyền tham lam, Khang Hi Đế nghiêm trọng cảnh cáo Sách Ngạch Đồ, bắt ông phải sửa chữa sai lầm lúc trước.
Năm thứ 19 (1680), ông được phong làm Lĩnh thị vệ Nội đại thần. 
Năm thứ 23 (1684), tháng 3, do các em trai Tâm Dụ (心裕), Pháp Quả (法保) lười biếng cao ngạo, bị tước chức Nội Đại thần, Nghị chính Đại thần, Thái tử Thái phó, chỉ được giữ chức Tá lĩnh. 
Năm thứ 25 (1686), Sách Ngạch Đồ lại được nhậm Lĩnh thị vệ Nội đại thần.
Năm thứ 27 (1688), Sách Ngạch Đồ phụng mệnh đảm nhận nhiệm vụ đại diện cho nhà Thanh trong đàm phán biên giới Đông Bắc với nước Nga Sa hoàng, thay mặt cho Hoàng đế Đại Thanh ký kết hiệp ước Trung - Nga đầu tiên là điều ước Ni Bố Sở. Do Sách Ngạch Đồ trợ giúp Thái tử tranh vị, cho nên Khang Hi Đế đối với những việc mà Sách Ngạch Đồ tham dự vào các đại sự quân - chính trọng yếu, ngoài cuộc đàm phán với Nga ở Ni Bố Sở ra, toàn bộ đều không tán thành. và nói: "Sách Ngạch Đồ quả thật là đệ nhất tội nhân của bản triều".
Sách Ngạch Đồ và Nạp Lan Minh Châu có vị thế ngang bằng nhau, chèn ép lẫn nhau, bách tính Bắc Kinh vì thế chế ra ca dao: "trời muốn bình, giết Lão Minh; trời muốn an, giết Sách Tam" (天要平，殺老明；天要安，殺索三). Khang Hi Đế từng nhiều lần trách phạt Sách Ngạch Đồ song sau lại trọng dụng, rõ ràng có ý dùng ông để chế ngự Minh Châu, cũng như có suy xét đến vấn đề phế lập Thái tử. Sách Ngạch Đồ bị Hán hóa rất sâu, đồ cổ tốt, phàm là từ thời Hán Đường đến thời sau, dù là đỉnh, hoạch (chảo), bàn (khay, mâm) hay vu (lọ), Sách Ngạch Đồ chỉ cần xem là biết thật giả, không ai dám lừa dối.
Năm thứ 42 (1703), ngày 19 tháng 5, Khang Hi Đế hạ lệnh bắt giam Sách Ngạch Đồ, cuối cùng do Thái tử tranh vị mà bị xử tử. Đồng đảng của Sách Ngạch Đồ có nhiều người bị giết, bị giam, bị lưu đày.

## Gia quyến

### Con trai
- Cách Nhĩ Phân (格尔芬).
- A Nhĩ Cát Thiện (阿尔吉善).